# Élection présidentielle américaine de 1992 au Kentucky
L'élection présidentielle américaine de 1992 au Kentucky a eu lieu le 3 novembre 1992, dans le cadre de l'élection présidentielle américaine de 1992. À la suite des résultats du recensement de 1990, le Kentucky a perdu un vote électoral. Les électeurs ont choisi huit représentants, ou grands électeurs, pour le Collège électoral, qui ont voté pour le président et le vice-président.
Le Kentucky a été remporté par le gouverneur de l'Arkansas Bill Clinton avec 44,55 % des suffrages exprimés, contre le président sortant George H. W. Bush, qui a obtenu 41,34 %, soit un écart de 3,21 %. L'homme d'affaires Ross Perot est arrivé en troisième position avec 13,66 % des voix. Clinton a finalement remporté l'élection nationale, battant le président sortant Bush et Perot.

## Contexte
Le Kentucky en 1992 était fortement influencé par des industries traditionnelles telles que l'extraction du charbon, la production agricole et l'industrie manufacturière. La crise économique nationale, qui avait affaibli la popularité de George H. W. Bush, a également touché l'État, mais pas au point de renverser sa préférence pour les Républicains.
Les campagnes des candidats ont reflété ces préoccupations locales :
- Bush a mis en avant son expérience internationale, mais a souffert d’un manque de réponse perçue à la récession économique.
- Clinton, de son côté, a cherché à capitaliser sur son image de « nouveau démocrate » et à séduire les électeurs de la classe ouvrière du Kentucky.
- Perot a trouvé un écho parmi les électeurs préoccupés par la dette nationale et les accords de libre-échange tels que l'ALENA, particulièrement controversés dans un État dépendant de l'industrie manufacturière.

## Résultats
| Inscrits                 | Inscrits                 | Inscrits                 | 2 076 263 |             |  |  |
| Abstentions              | Abstentions              | Abstentions              | 555 581   | 26,76 %     |  |  |
| Votants                  | Votants                  | Votants                  | 1 520 682 | 73,24 %     |  |  |
|                          |                          |                          |           |             |  |  |
| Bulletins enregistrés    | Bulletins enregistrés    | Bulletins enregistrés    | 1 520 682 |             |  |  |
| Bulletins blancs ou nuls | Bulletins blancs ou nuls | Bulletins blancs ou nuls | 27 782    | 1,83 %      |  |  |
| Suffrages exprimés       | Suffrages exprimés       | Suffrages exprimés       | 1 492 900 | 98,17 %     |  |  |
|                          |                          |                          |           |             |  |  |
|                          | Candidat                 | Parti                    | Suffrages | Pourcentage |  |  |
|                          | Bill Clinton             | Parti démocrate          | 665 104   | 44,55 %     |  |  |
|                          | George H. W. Bush        | Parti républicain        | 617 178   | 41,34 %     |  |  |
|                          | Ross Perot               | Sans étiquette           | 203 944   | 13,66 %     |  |  |
|                          | Andre Marrou (en)        | Parti libertarien        | 4 513     | 0,3 %       |  |  |
|                          | Autres candidats         | -                        | 2 161     | 0,14 %      |  |  |